# Важ-Чигас
Важ-Чигас — деревня в Кудымкарском районе Пермского края. Входила в состав Белоевского сельского поселения. Располагается северо-западнее от города Кудымкара. Расстояние до районного центра составляет 21 км. По данным Всероссийской переписи населения 2010 года, в деревне проживало 29 человек (17 мужчин и 12 женщин).

## История
По данным на 1 июля 1963 года, в деревне проживало 114 человек. Населённый пункт входил в состав Белоевского сельсовета.